# Europa Engineering
Europa Engineering, auch Banks Service Station genannt, ist ein britischer Hersteller von Automobilen.

## Unternehmensgeschichte
Michael Winter und Andy Short gründeten 1989 das Unternehmen in Southport in der Grafschaft Merseyside als Autowerkstatt. Sie spezialisierten sich auf das Modell Lotus Europa von Lotus Cars. Sie begannen 1992 mit der Produktion von Automobilen und Kits. Der Markenname lautet Europa. Insgesamt entstanden bisher etwa 132 Exemplare.

## Fahrzeuge
1992 erschien der 47 R. Dies ist die Nachbildung des Lotus Europa. Verschiedene Motoren von Alfa Romeo, Renault und Vauxhall Motors treiben die Fahrzeuge an. Von diesem Modell entstanden bisher etwa 120 Fahrzeuge.
Seit 1993 ergänzt die Sportausführung 62 R das Sortiment. Sie fand bisher etwa zwölf Käufer.